# Lluís Llach

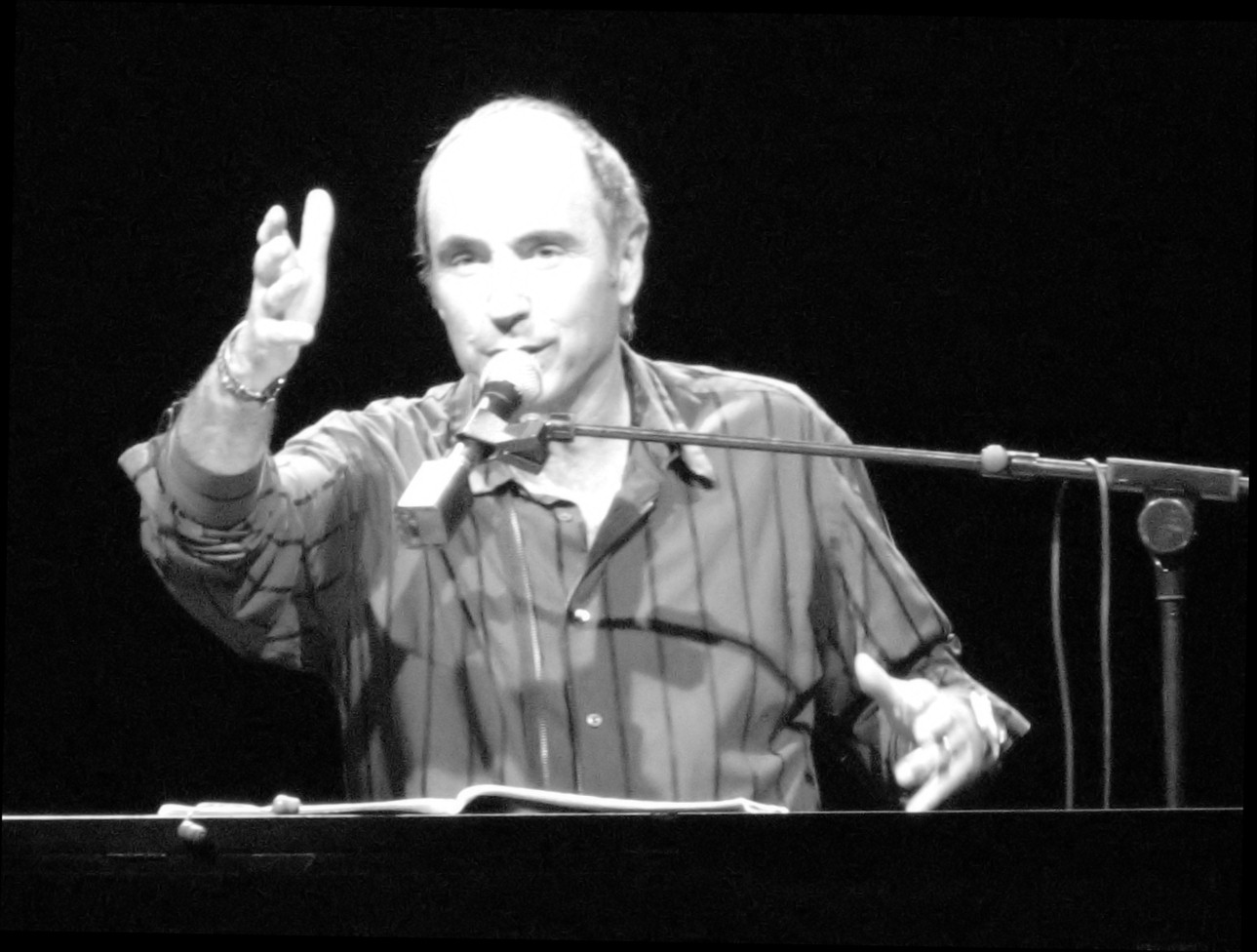
Lluís Llach

Lluís Llach i Grande ʎuˈiz ˈʎak (ur. 7 maja 1948 w Gironie) – kataloński pieśniarz.
Dzieciństwo spędził w Verges, dorastał w Figueres, studiował na uniwersytecie w Barcelonie. Tam zaczął działać w ruchu antyfrankistowskim, w grupie zwanej Szesnastu Sędziów (Els Setze Jutges), uderzającej swoją twórczością w reżim generała Franco. W marcu 1971 z powodu prześladowań zmuszony był opuścić Katalonię, do której powrócił w 1976.
W Polsce piosenki Lluísa Llacha spopularyzował Zespół Reprezentacyjny (płyta Za nami noc...). Piosenka L'Estaca (Pal) rozpoznawalna jest w Polsce dzięki napisanym przez Jacka Kaczmarskiego Murom, piosence do tej samej melodii, inspirowanej L'Estaca.
Pożegnalny koncert Lluís Llach zagrał w 2007 roku w Verges. Obecnie zajmuje się wyrobem win w rejonie Priorat jako współwłaściciel firmy Vall Llach. W 2015 został posłem do parlamentu katalońskiego z listy Republikańskiej Lewicy Katalonii, nadal działa na rzecz jej niepodległości.

## Koncerty w Polsce
- 22 listopada 1999: Warszawa, koncert w Teatrze na Woli w ramach festiwalu OPPA '99
- 2 września 2000: Kraków, koncert Solidarność 20 lat później, w ramach obchodów 20. rocznicy powstania „Solidarności”, na którym wystąpili Lluís Llach, Jacek Kaczmarski i Leszek Wójtowicz
- 3 lipca 2006: Poznań, koncert w ramach obchodów 50. rocznicy Poznańskiego czerwca '56

## Dyskografia
- 1968 Els èxits de Lluís Llach
- 1970 Ara i aquí
- 1972 Com un arbre nu
- 1973 Lluís Llach a l'Olympia
- 1974 I si canto trist
- 1975 Viatge a Ítaca
- 1976 Barcelona. Gener de 1976
- 1977 Campanades a morts
- 1978 El meu amic el mar
- 1979 Somniem
- 1980 Verges 50
- 1982 I amb el somriure, la revolta
- 1984 T'estimo
- 1985 Maremar
- 1985 Camp del Barça, 6 de Juliol de 1985
- 1986 Astres
- 1988 Geografia
- 1990 La forja de un rebelde
- 1991 Torna aviat
- 1992 Ara, 25 anys en directe
- 1993 Un pont de mar blava
- 1993 A Bigi, perquè el ballis
- 1994 Rar
- 1995 Porrera -Món-
- 1997 Nu
- 1998 9
- 2000 Temps de revoltes
- 2002 Jocs
- 2003 Junts (z Josep Carreras)
- 2004 Poetes
- 2005 Que no s'apague la llum (z Feliu Ventura)
- 2006 i.
- 2007 Verges 2007